# Muhammed Mert
Muhammed Mert (* 9. Februar 1995 in Hasselt) ist ein belgisch-türkischer Fußballspieler.

## Karriere

### Vereine
Mert durchlief die Jugendmannschaft des Vereins KRC Genk und wurde 2013 dort in den Profikader aufgenommen. Nach einer Saison ohne Pflichtspieleinsatz wechselte er zu NEC Nijmegen und setzte seine Karriere in den Niederlanden fort. Nach einer Spielzeit zog er zu Fortuna Sittard weiter. 2017 spielte er für Víkingur Reykjavík und kehrte zur Saison mit seinem Wechsel zu FC Den Bosch in die Niederlande zurück. Im Sommer 2018 wechselte er dann zum türkischen Zweitligisten Altınordu Izmir.

### Nationalmannschaften
Mert begann seine Nationalmannschaftskarriere 2010 mit einem Einsatz für die türkische U-15-Nationalmannschaft. Nachdem er noch zwei Partien für die U-16-Auswahl der Türkei absolviert hatte, entschied er sich dazu, fortan für die belgisch Nationalmannschaften zu spielen. Sein Debüt gab er 2011 im Dress der U-16-Nationalmannschaft.